# スロパチアイドルリポーター
スロパチアイドルリポーター（Suropachi Idol Reporter、通称：SIR）は、 パチンコリポートアイドルユニット。サンケイスポーツ紙やサンスポPSリポート誌でのパチンコホールへの来店取材・実戦リポートを担当するほか、ライブ活動（TOKYO IDOL FESTIVALに結成より7年連続出場）、CDリリース、冠番組の放送（TOKYO MX、ニコニコ生放送）等を行っている。旧称はサンスポアイドルリポーター（Sanspo Idol Reporter)で、結成当初はサンケイスポーツのプロデュースにより誕生したが、2025年4月1日に現名称に改称。

## 来歴
2018年3月にOTODAMA RECORDSより「7色の未来／サムライナー」をメジャーリリースした。
2019年・2020年 2年連続ZEPP TOKYOでワンマンライブを開催。
2021年1月15日にSanspo Idol Reporter YouTubeチャンネルにて残酷な天使のテーゼのMUSIC VIDEOを配信。
2023年7月3日のアドサプライズ16周年記念ライブにて、SIRの進化系ユニットとして、新プロジェクト『NEORiS』が発表された。
2023年9月16日のアイドリーム合同公演vol.5 with 高橋しよは生誕祭にて、『NEORiS』の活動休止と11期生として高橋しよはの加入が発表された。
2024年6月3日より「SIRのパチスキ武者修行」をYouTubeにて配信開始。
2025年4月1日より「スロパチアイドルリポーター」に改称。

## メンバー
2025年5月11日現在のメンバーは4名。対バンライブやパチンコホールへの来店イベントにはチーム単位や加入時期ごと、あるいは混成による選抜メンバーで出演することが多い。
全メンバーが公募のオーディションにより選ばれている。パチンコホール内での活動があることから、応募資格は18歳以上（高校生不可）であり、このため年齢層はアイドルユニットとしては比較的高めである。

### 現メンバー
|        | 名前       | 読み            | ニックネーム | カラー           | 生年月日 | 出身地   | 所属事務所   | キャッチフレーズ                                       | 備考 |
| ------ | ---------- | --------------- | ------------ | ---------------- | -------- | -------- | ------------ | ------------------------------------------------------ | --- |
| 9期生  | 安井京香   | やすい きょうか | きょんちゃん | エアリーレッド   | 9月30日  | 和歌山県 | アイドリーム | 今日から うちを好きになると〜？ずっと一緒やで♡         | 9期準グランプリ。加入当初のメンバーカラーは水色、2021年10月頃から2024年4月までエアリーピンク。 |
| 10期生 | 島咲舞     | しまさき まい   | ちゃんまい   | ブラックオニキス | 2月4日   | 鳥取県   | アイドリーム | 光と影のクロスオーバー 本当の私を知ってみる？          | 10期グランプリ。候補生期間中のキャッチフレーズは「白のハートと黒の野心！ゼブラがあなたにロックオン。 」。後述するSIR確変中期間中のキャッチフレーズは「電光石火のロリポップガール きみのこと照らしちゃうよ〜！」 |
| 11期生 | 高橋しよは | たかはし しよは | しよは       | ラッキーブルー   | 9月14日  | 神奈川県 | アイドリーム | 四つ葉のクローバーと言えば？まわせ!しあわせ!く〜るくる | 5代目リーダー。横浜美少女図鑑兼務 |
| 12期生 | 相川仁奈   | あいかわ にな   | にぃな       | サニーオレンジ   | 2月12日  | 佐賀県   | アイドリーム | 熱き橙志の元気魂！にぃなの愛に燃えチャイナ？           | 2025年3月15日の歌駆変横浜公演にてお披露目2025年6月28日のアドサプライズ18周年ライブにて正規メンバーに昇格 |

### NEORiSメンバー（活動休止中）
|  | 名前       | 読み            | ニックネーム | カラー   | 生年月日 | 出身地   | 所属事務所   | キャッチフレーズ | 備考           |
|  | ---------- | --------------- | ------------ | -------- | -------- | -------- | ------------ | ---------------- | -------------- |
|  | 安井京香   | やすい きょうか | きょうか     | 白色     | 9月30日  | 和歌山県 | アイドリーム |                  | ツンデレ       |
|  | 島咲舞     | しまさき まい   | まい         | 赤色     | 2月4日   | 鳥取県   | アイドリーム |                  | 堂々とした人   |
|  | 高橋しよは | たかはし しよは | しよは       | パープル | 9月14日  | 神奈川県 | アイドリーム |                  | 横浜美少女図鑑 |

### 元メンバー
|            | 名前                        | 読み              | ニックネーム | カラー             | 生年月日       | 出身地   | 加入年月  | 卒業・脱退年月 | 備考                                                                                               |
| ---------- | --------------------------- | ----------------- | ------------ | ------------------ | -------------- | -------- | --------- | -------------- | -------------------------------------------------------------------------------------------------- |
| 1期生      | 山下若菜                    | やました わかな   | わっちゃん   | 赤                 | 1984年9月21日  | 福岡県   | 2012年3月 | 2019年3月      | 初代統括リーダー、1期グランプリ                                                                    |
| 1期生      | 大崎由希                    | おおさき ゆき     | ゆきちー     | 紫                 | 1987年9月11日  | 神奈川県 | 2012年2月 | 2013年1月      | 1期準グランプリ                                                                                    |
| 1期生      | 佐倉絆                      | さくら きずな     | きずぽん     | 黄                 | 1989年5月30日  | 栃木県   | 2012年2月 | 2014年1月      | |
| 1期生      | 吉田ユウ                    | よしだ ゆう       | ユウちゃん   | エコグリーン       | 1986年5月24日  | 千葉県   | 2012年2月 | 2015年1月      | |
| 1期生      | 成田ゆうこ                  | なりた ゆうこ     | なりなり     | 青                 | 1986年11月22日 | 三重県   | 2012年2月 | 2014年1月      | 卒業後パチンコライターに転身                                                                       |
| 1期生      | 櫻井ゆりの                  | さくらい ゆりの   | ゆりのん     | ピンク             | 1989年10月26日 | 京都府   | 2012年2月 | 2013年1月      | |
| 2期生      | 平野聡子（廣瀬聡子）        | ひらの さとこ     | さとにゃん   | 緑                 | 1993年9月17日  | 福岡県   | 2013年1月 | 2015年7月      | 2期グランプリ                                                                                      |
| 2期生      | 熊谷知花                    | くまがい ちか     | くまちか     | ピンク             | 1988年12月5日  | 栃木県   | 2013年1月 | 2017年4月      | 2期準グランプリ                                                                                    |
| 2期生      | 王崎まりな                  | おうさき まりな   | まりまり     | オレンジ           | 1990年4月28日  | 千葉県   | 2013年1月 | 2019年2月      | |
| 2期生      | 水崎綾                      | みずさき あや     | みちゃ       | 白                 | 1987年12月10日 | 千葉県   | 2013年1月 | 2015年3月      | |
| 3期生      | 橘さり                      | たちばな さり     | サリエル     | アクアブルー       | 1988年3月24日  | 東京都   | 2014年1月 | 2017年2月      | 3期グランプリ                                                                                      |
| 3期生      | 夏希リラ                    | なつき りら       | りらら       | 黄                 | 1992年7月29日  | 神奈川県 | 2014年1月 | 2018年2月      | 3期準グランプリ                                                                                    |
| 3期生      | 瀬名葉月                    | せな はづき       | はづリン     | 紫                 | 1994年11月21日 | 埼玉県   | 2014年1月 | 2018年1月      | |
| 3期生      | 新田麻緒                    | にった まお       | まおたん     | 青                 | 1991年11月24日 | 埼玉県   | 2014年1月 | 2015年7月      | |
| 4期生      | 坂井古都                    | さかい こと       | とこたん     | ラベンダー         | 1991年6月25日  | 岐阜県   | 2015年1月 | 2016年2月      | 4期グランプリ                                                                                      |
| 4期生      | 佐々木理恵                  | ささき りえ       | ささき       | 白                 | 1991年5月27日  | 北海道   | 2015年1月 | 2017年2月      | 4期準グランプリ                                                                                    |
| 4期生      | ゆうの                      | ゆうの            | ゆうの       | ビビッドピンク     | 1992年7月28日  | 東京都   | 2015年1月 | 2017年2月      | |
| 4期生      | 湯川舞                      | ゆかわ まい       | まいぷう     | パステルグリーン   | 1990年7月16日  | 神奈川県 | 2015年1月 | 2017年1月      | 卒業後パチンコライターに転身                                                                       |
| 5期生      | 柳瀬悠希                    | やなせ ゆうき     | うーたん     | 赤                 | 1992年7月11日  | 愛知県   | 2016年1月 | 2020年1月      | 2代目統括リーダー、5期グランプリ。加入当初のメンバーカラーは黒。卒業後の2022年10月より楠悠に改称。 |
| 5期生      | 神村風子                    | かみむら ふうこ   | ふーちゃん   | 緑                 | 1991年3月5日   | 埼玉県   | 2016年1月 | 2019年2月      | 5期準グランプリ                                                                                    |
| 5期生      | 横屋敷ありさ                | よこやしき ありさ | ありちゃん   | 青                 | 1991年10月4日  | 北海道   | 2016年1月 | 2019年2月      | |
| 5期生      | 桜井紗稀                    | さくらい さき     | さきちょん   | さくら色           | 1991年3月11日  | 千葉県   | 2016年1月 | 2020年6月      | 加入当初のメンバーカラーはサーモンピンク。2024年6月サポートメンバー                                |
| 5期生      | 加藤江莉                    | かとう えり       | えーりん     | 黄土色             | 1992年8月29日  | 静岡県   | 2016年1月 | 2016年6月      | 問題行動と規律違反に伴う契約解除                                                                   |
| 6期生      | 木下結愛                    | きのした ゆあ     | きのたん     | パステルパープル   | 1993年11月20日 | 山形県   | 2016年1月 | 2020年1月      | 6期グランプリ                                                                                      |
| 6期生      | 平塚由佳                    | ひらつか ゆか     | ゆかちん     | ショッキングピンク | 1991年6月25日  | 北海道   | 2016年1月 | 2020年8月      | 6期準グランプリ                                                                                    |
| 6期生      | 西野亜弥                    | にしの あや       | あーや       | オーシャングリーン | 1991年3月12日  | 東京都   | 2016年1月 | 2021年5月      | 3代目リーダー                                                                                      |
| 6期生      | 利根さやな                  | とね さやな       | さやなん     | プリン             | 1994年3月24日  | 神奈川県 | 2016年1月 | 2023年3月      | 4代目リーダー                                                                                      |
| 7期生      | 鍋島桃子                    | なべしま ももこ   | ももにゃん   | ピンク             | ----年9月10日  | 福岡県   | 2018年1月 | 2018年1月      | 正式加入決定6日後に活動辞退                                                                        |
| 7期生      | 佐野礼奈                    | さの れいな       | さのれな     | 水色               | 1994年4月10日  | 三重県   | 2018年1月 | 2019年4月      | |
| 7期生      | 伊藤みのり                  | いとう みのり     | みのりん     | バイオレット       | 1991年8月7日   | 神奈川県 | 2018年1月 | 2020年9月      | 7期準グランプリ                                                                                    |
| 7期生      | 鈴川るい                    | すずかわ るい     | りんるい     | パールホワイト     | ----年7月7日   |          | 2018年1月 | 2021年5月      | 7期グランプリ                                                                                      |
| 7期生      | 小松みゆ                    | こまつ みゆ       | こみゆ       | ハッピーバナナ     | 1995年12月8日  | 群馬県   | 2018年1月 | 2024年4月      | |
| 8期生      | 泉明日菜                    | いずみ あすな     | いずみん     | ラッキーオレンジ   | 1995年12月26日 | 福島県   | 2019年1月 | 2020年5月      | 8期グランプリ                                                                                      |
| 8期生      | 樹智子                      | いつき ともこ     | ともこむ     | ブルーハワイ       | 1993年4月13日  | 広島県   | 2019年1月 | 2020年6月      | 8期準グランプリ                                                                                    |
| 8期生      | 太田薫子                    | おおた かおるこ   | るこ         | ベビーピンク       | 1993年5月8日   | 茨城県   | 2019年1月 | 2020年1月      | |
| 8期生      | 井上貴惠 悪玉1号 キエージョ | いのうえ きえ     | きえたん     | 緑                 | 1987年12月28日 | 長野県   | 2019年1月 | 2020年1月      | |
| 8期生      | 横山慈雨 悪玉2号 たまぁじ   | よこやま じう     | まぁじ       | 黒                 | 1995年2月2日   | 埼玉県   | 2019年1月 | 2020年1月      | |
| 9期生      | 日高なのか                  | ひだか なのか     | だーなの     | ハートピンク       | ----年6月28日  | 栃木県   | 2020年1月 | 2020年4月      | |
| 9期生      | 来栖有紀                    | くるす ゆき       | ゆきにゃん   | ブルーベリー       | 1991年7月14日  | 滋賀県   | 2020年1月 | 2021年5月      | |
| 9期生      | 林歩楓                      | はやし あゆか     | はやあゆ     | 赤                 | 2000年12月1日  | 神奈川県 | 2020年1月 | 2021年9月      | 9期グランプリ                                                                                      |
| 9期生      | ゆみゆみ香                  | ゆみ ゆみか       | ゆみゆみぃ   | バトルグリーン     | 1993年11月9日  | 東京都   | 2020年1月 | 2024年3月      | |
| 10期生     | しいなうしお                | しいな うしお     | しおちゃん   | パンプキン         | 1999年1月24日  | 沖縄県   | 2021年1月 | 2022年1月      | 契約違反に伴う解雇                                                                                 |
| 10期生     | 七瀬まよい                  | ななせ まよい     | まよいてん   | スリープブルー     | 1994年2月7日   | 神奈川県 | 2021年1月 | 2024年2月      | 10期準グランプリ                                                                                   |
| 10期生     | 吉乃蓮美                    | よしの はすみ     | はーちゃん   | ハニーイエロー     | 5月15日        | 茨城県   | 2021年1月 | 2025年5月      | |
| 11期実習生 | 成瀬愛梨                    | なるせ あいり     | あいりーん   | （カラー無し）     | 2000年2月15日  | 埼玉県   | 2023年7月 | 2024年1月      | 本人より辞退の申し出                                                                               |

|          | 名前             | ニックネーム             | カラー           | 生(年)月日 | 出身地 | 活動期間               |
| -------- | ---------------- | ------------------------ | ---------------- | ---------- | ------ | ---------------------- |
| 銀青仮面 | ブルー・ラッシュ | ラッシュさん，ブルラさん | ブルー＆シルバー | 11月22日   | 不明   | 2013年7月 - 2014年11月 |

1期生の成田ゆうこが覆面を被って別人格を演じた自称2.5期生の「謎のメンバー」。SIR初のパチンコ楽曲「POWER CHANCE CALL」で突如登場した。特技は「利きパチンコ」。ハンドルを触っただけでパチンコ台のメーカーや機種を当てることができるこの技は、パチロックフェスティバル でも披露され、集まった多数のパチンコライター・関係者から賛辞を浴びた。成田の卒業後もメンバーとして残留宣言したが、2014年11月30日の「SIR 2ndワンマンライブ 歌駆変 2014」を最後に姿を見せていない。公式発表がないまま、4期生加入後に公式サイトのメンバーリストからプロフィールが削除された。

### チーム編成の変遷
当初は1チーム体制だったが、4期生が加入した2015年にアダルトとヤングに分離、6期生が加入した2017年にAngelとDevilに再編した。7期生が加入した2018年からはAngel・Devil・Emperorの3チーム体制となったが、8期生が加入した翌2019年の途中（9月）から再び2チーム制に戻し、チームATとチームSTになった。9期生が加入した2020年は卒業・離脱が相次いで8名に減少したため1チーム体制に戻り、10期生が加入した2021年に再びAngelとDevilの2チーム体制としたものの、2024年5月時点では再度1チーム体制に戻る。

### 2023年の月替わりリーダー制
2023年3月11日の4代目リーダー・利根さやな卒業を機に、本来であれば5代目の統括リーダー及び各チームリーダーの担当メンバーが選定されるが、2023年2月11日の七瀬まよい・島咲舞生誕祭ライブでは4月より9月まで月替わりで継続メンバーが担当することが発表された。
- 4月 小松みゆ
- 5月 ゆみゆみ香
- 6月 七瀬まよい
- 7月 島咲舞
- 8月 吉乃蓮美
- 9月 安井京香

10月以降はリーダーが不在だったが、2024年1月20日に開催された歌駆変2023神戸公演で11期生の高橋しよはが5代目リーダーに任命された。

### SIR確変中
2024年4月28日の小松みゆ卒業をもって既存メンバーが歴代最少の4名となった。これを受けて同日に開催された小松みゆ卒業公演にて、5月1日のアイドル頂DASHよりグループ名を「SIR確変中」（エスアイアール・かくへんちゅう）と称して、追加メンバーを3名加えて7名となるまで毎月メンバーカラーが変更されることが発表された。また2024年5月26日に開催された吉乃蓮美生誕祭ライブでは6月のメンバーカラーと併せてスポットでOGメンバーがサポートメンバーとして加わることが発表された。更に2024年8月11日に開催されたワンマンライブ「歌駆変AGAIN」では8月で月替わりメンバーカラーを終了、9月より新しいメンバーカラーに固定されることが発表された。
| 期間          | 安井京香              | 島咲舞                                  | 吉乃蓮美                      | 高橋しよは                | サポートOG         |
| ------------- | --------------------- | --------------------------------------- | ----------------------------- | ------------------------- | ------------------ |
| 2024年4月まで | エアリーピンク        | ブラックオニキス                        | ロータスピンク                | ラッキーパープル          | （小松みゆ卒業月） |
| 2024年5月     | 赤                    | 緑                                      | 青 （ユリシスブルー）         | 黄土色                    | 設定無し           |
| 2024年6月     | オレンジ              | 黄                                      | 薄紫 （ウィステリアパープル） | 水色                      | 桜井紗稀           |
| 2024年7月     | 白                    | オーシャングリーン （ターコイズブルー） | 赤                            | 黄                        | 設定無し           |
| 2024年8月     | 青                    | ピンク                                  | 黄 （ハニーイエロー）         | 緑 （ラッキークローバー） | 設定無し           |
| 2024年9月以降 | 赤 （エアリーレッド） | 黒 （ブラックオニキス）                 | 黄 （ハニーイエロー）         | 青 （ラッキーブルー）     | 設定無し           |

### SIR NEO
2025年1月19日に開催されたワンマンライブ「歌駆変2025」名古屋公演では「SIR NEO」（エスアイアール・ネオ）と称した新メンバーの加入が発表された。2025年2月28日に白宮しほと双葉いおりの活動が白紙になったことを公式Xから発表。
|  | 名前       | 読み          | ニックネーム | カラー         | 生年月日 | 出身地 | 所属事務所 | キャッチフレーズ | 備考   |
|  | ---------- | ------------- | ------------ | -------------- | -------- | ------ | ---------- | ---------------- | ------ |
|  | 白宮しほ   | しろみや しほ | しぃしぃ     | 白             |          |        |            |                  | [ 30 ] |
|  | 双葉いおり | ふたば いおり |              | ミントグリーン |          |        |            |                  | [ 31 ] |

## 銀玉サーキット
「己の運だけでセンターを掴みとれ！」の副題がつくこのイベントは、文字どおりセンターを運だけで決めるというもの。全メンバーでパチンコ・パチスロの実戦勝負を行い、最も出玉が多かったメンバーが新曲のセンターになるという、パチンコリポートアイドルユニットならではの毎年恒例のイベントである。
2013年（第1回）
全メンバー8名によるパチンコ・パチスロ実戦対決をニコニコ生放送「開店!SIRの生カフェ」番組内で、3週・全4戦にわたって実施した。場所は営業終了後のカレイド新宿店。毎戦全メンバーが同じテーマまたは同じ機種で同時に実戦する形式で、一戦ごとに出玉の多い順に順位ポイントを与え（1位＝8ポイント、以下1ポイントずつ減算して8位＝1ポイント）、4戦分の順位ポイントの合計で競った。その結果、王崎まりなが初代銀玉女王となり、センターを獲得した。

2014年（第2回）
開催期間 2/7-3/14：
メンバー9名によるパチンコ・パチスロ実戦対決をホール来店取材時（パチンコ・パチスロ各1戦）およびニコニコ生放送「開店!SIRの生カフェ」番組内（パチンコ・パチスロ各1戦）の合計4戦で実施。この年から出玉の数をポイントに替えて集計する方法に改められた。この年は、最終戦のパチスロ勝負で葉月が「アナザーゴッドハーデス」で7位から一気に6人をごぼう抜きにして優勝し、センターを獲得した。
2015年（第3回）
開催期間 2/6-4/18：
メンバー11名で、パチンコ・パチスロ各6戦ずつ、合計12戦で実施された。知識と経験は随一でありながら過去2年連続最下位と辛酸を舐めてきた山下若菜が「CR真・花の慶次」で第6戦（あざみ野 WEST END）で3万発オーバー、第11戦（メトロ清見台店）でも2万発オーバー、最終戦（あざみ野 RITZ）では4万発に迫る出玉を叩き出し、過去のうっぷんを払い圧勝した。山下はその後のライブで「慶次のために新調した衣装」で確変中に使用されている『よっしゃあ漢唄』を披露するなど上機嫌であった。
2016年（第4回）
開催期間 2/2-5/11：
全メンバー14名が参加して、全10戦で実施。パチンコとパチスロの内訳はメンバーが自由に決めることができるように変更された。メンバーの多くがMAXタイプのパチンコ、特に「CR牙狼 魔戒ノ花（以下「CR牙狼」）」を選択した。序盤は前年覇者の山下若菜が第2戦（テキサスときわ台）に「CR真・花の慶次」で3万5千発オーバーして好調な滑り出しを見せたが、後半の5戦がノーポイントと失速。代わって初参戦の5期生・桜井紗稀が第5戦（楽園川崎店）に CR牙狼で4回転目の大当りからの3万発オーバーで、トップに立った。桜井は第9戦終了時点までトップを維持したが、最終の第10戦、またも楽園川崎店で同じく初参戦の5期生・横屋敷有沙が CR牙狼で2万発を出し、5位から上位4名をごぼう抜きにして逆転優勝を果たした。
2017年（第5回）
開催期間 3/5-6/18：
全メンバー12名が参加して、前年と同じ全10戦で実施。前年11月から施行された、いわゆるMAX規制の関係で、人気の中心はミドルタイプ（大当確率が320分の1より上）のパチンコに移り、中でも「CR真・北斗無双　夢幻闘乱（以下「CR真・北斗無双」）」が多く選択された。初参戦の6期生・木下結愛が堅実にポイントを重ねて序盤戦をリードしたが、夏希リラが第6戦（楽園川崎店）、CR真・北斗無双でSIR史上最多の5万3千発オーバーを記録してトップに立ち、そのまま逃げ切って優勝した。楽園川崎店は前年に続いて勝負の鍵を握る舞台となった。夏希の記録的な出玉はあったものの、全体としては例年になく低調な結果であった。また、その年の候補生オーディションから3位で新加入したメンバーが過去4年で3回優勝していたことから、この年3位で新加入した西野亜弥も注目されたが、最下位に終わった。
2018年（第6回）
開催期間 3/10-6/24：
全メンバー14名が参加して、過去2年と同じ全10戦で実施。前年2位の木下結愛が開幕戦（スーパースロットクラブZ）でいきなり万発（スロット2千枚弱）。第2戦でも最多のスロット千枚で中盤戦までリードを守ったが、第7戦（夢球殿衣笠店）で佐野礼奈がCR FAIRY TAILで今サーキット最大出玉となる2万4千発オーバー。続く第8戦（テキサスときわ台）でもCR FAIRY TAILで1万4先発オーバーと続け、首位を奪ってそのままゴールした。佐野は10戦中ノーポイントがわずか1戦という堅実な戦いぶりであった。第2位は、序盤4戦がノーポイントながら5戦目以降で万発越え最多の3回を記録した山下若菜。木下結愛は終盤失速し、第9戦終了時で僅差の5位であったが、最終戦の3千発で柳瀬悠希、小松みゆを僅かにかわして3位を掴み取った。全体的にポイントが接近して混戦が繰り広げられ、順位がめまぐるしく変わる展開であった。

2020年（第8回）
新型コロナウイルス感染症による緊急事態宣言の影響でパチンコホールの営業休止が相次いだため銀玉サーキットも一時中断、8月から再開したが中断前の成績がリセットされた。途中経過はYouTubeで配信されたパッチPACHIヘッドラインでも報告された。優勝はリセット前も好調だった鈴川るいで、鈴川は2018年の総選挙も制していることから王崎まりなに続いて総選挙と銀玉サーキット双方を制した2人目のメンバーとなった。
2021年（第9回）
開催期間 -12/13：
9月に卒業した林歩楓を除く8名が参加。中間発表で1位だった七瀬まよいが逃げ切り、2018年の佐野礼奈以来3年ぶりに新加入・初参戦のメンバーが優勝した。
2022年（第10回）
開催期間 10/1-12月：
全メンバー7名が参加。序盤 - 中盤はゆみゆみ香が好調だったが終盤に失速して3位に後退、中盤で2位に付けていた利根さやなが躍進して優勝した。前年覇者の七瀬まよいは低調なまま推移して最下位の7位に終わった。
2023年（第11回）
開催期間 9/9-2024年1月：
全メンバー6名に加え、9月16日にスーパースロットクラブZで開催された第2戦より11期生の高橋しよはが加わった7名が参加。優勝はゆみゆみ香で、新加入・初参戦の高橋しよはは5位に終わった。
特別編
2014年に「銀玉サーキット特別編」を2度にわたって実施したが、実施の趣旨は通常の銀玉サーキットとは異なる。1回目（SEASON1）は5 - 7月に「銀玉サーキット特別編〜東北旅打ち権をGETせよ〜」として全6戦で実施され、1位の葉月と2位の熊谷知花に東北旅打ち権が贈呈された。この時の実戦来店（山形市・スロットタウンエルパソ）が、SIR初の東北来店となった。続いて8 - 10月に2回目（SEASON2）が「銀玉サーキット特別編〜ライブ衣装リニューアル権をGETせよ〜」として全6戦で実施された。この時はメンバー9名の合計ポイントが15万ポイント以上になればライブ衣装がリニューアルされるという団体戦のみであったが、目標達成が微妙になっていた終盤に夏希リラが3万発オーバーしたことで、無事達成となった。
| 開催年      | 優勝       | 優勝         | 優勝                                          | 2位・3位            | 2位・3位      | 4位以下 |
| 氏名        | ポイント   | センター楽曲 | 氏名                                          | ポイント            |               | |
| ----------- | ---------- | ------------ | --------------------------------------------- | ------------------- | ------------- | --- |
| 2013 第1回  | 王崎まりな | 21           | Power Chance Call                             | 成田ゆうこ 平野聡子 | 20            | 4.佐倉絆(19) 5.熊谷知花(19) 6.吉田ユウ(18) 7.水崎綾(17) 8.山下若菜(11) |
| 2014 第2回  | 葉月       | 17,350       | 月・火・水・木・銀デレラ 〜週末Magical Time〜 | 水崎綾 王崎まりな   | 16,958 14,935 | 4.熊谷知花(12,753) 5.平野聡子(10,683) 6.夏希リラ(10,157.5) 7.新田麻緒(6,870) 8.橘さり(3,191) 9.山下若菜(2,195) |
| 2015 第3回  | 山下若菜   | 110,128      | Get to the TOP!                               | 熊谷知花 坂井古都   | 56,495 46,982 | 4.王崎まりな(34,272) 5.ゆうの(33,628) 6.平野聡子(31,906) 7.葉月(29,962) 8.佐々木理恵(21,330) 9.夏希リラ(12,960) 10.湯川舞(11,566) 11.橘さり(4,715)                                                                                    |
| 2016 第4回  | 横屋敷有沙 | 54,296       | Let's Go Lucky                                | 桜井紗稀 湯川舞     | 49,593 47,101 | 4.山下若菜(43,619) 5.夏希リラ(42,125) 6.神村風子(40,823) 7.橘さり(27,667) 8.熊谷知花(27,177) 9.王崎まりな(20,956) 10.ゆうの(18,701) 11.加藤江莉(13,646) 12.佐々木理恵(10,226) 13.葉月(5,162) 14.柳瀬悠希(4,712)                       |
| 2017 第5回  | 夏希リラ   | 68,161       | GEKIATSU SUMMER!!                             | 木下結愛 葉月       | 30,401 29,407 | 4.横屋敷有沙(21,667) 5.利根さやな(17,824) 6.桜井紗稀(17,158) 7.神村風子(16,465) 8.柳瀬悠希(13,911) 9.平塚由佳(12,961) 10.山下若菜(8,335) 11.王崎まりな(6,309) 12.西野亜弥(4,630)                                                      |
| 2018 第6回  | 佐野礼奈   | 52,633       | SHINO☆BET                                     | 山下若菜 木下結愛   | 45,210 39,143 | 4.柳瀬悠希(37,029) 5.小松みゆ(36,432) 6.王崎まりな(29,702) 7.桜井紗稀(25,481) 8.西野亜弥(21,400) 9.横屋敷有沙(20,860) 10.鈴川るい(20,756) 11.伊藤みのり(17,086) 12.神村風子(11,796) 13.利根さやな(9,882) 14.平塚由佳(6,564)           |
| 2019 第7回  | 桜井紗稀   | 54,300       | 初恋フィーバー                                | 利根さやな 平塚由佳 | 37,923 32,873 | 4.樹智子(29,575) 5.木下結愛(28,275) 6.太田薫子(27,423) 7.伊藤みのり(21,027) 8.柳瀬悠希(18,991) 9.横山慈雨(17,071) 10.井上貴恵(14,544) 11.鈴川るい(8,719) 12.小松みゆ(5,876) 13.泉明日菜(3,560) 【途中棄権(順位なし)】西野亜弥(12,096) |
| 2020 第8回  | 鈴川るい   |              | Deception                                     |                     |               | |
| 2021 第9回  | 七瀬まよい | 36,156       | Dreaming Dream                                | 安井京香 吉乃蓮美   | 28,489 23,613 | 4.島咲舞(17,350) 5.小松みゆ(15,628) 6.しいなうしお(12,633) 7.ゆみゆみ香(2,385) 8.利根さやな(1,250) |
| 2022 第10回 | 利根さやな | 33,730       | キセキの証明                                  | 島咲舞 ゆみゆみ香   | 29,012 28,727 | 4.吉乃蓮美(20,380) 5.小松みゆ(17,558) 6.安井京香(10,402) 7.七瀬まよい(3,564) |
| 2023 第11回 | ゆみゆみ香 | 39,734       | パチンコVIVA                                  | 島咲舞 小松みゆ     | 21,500 19,189 | 4.吉乃蓮美(18,246) 5.高橋しよは(15,374) 6.七瀬まよい(14,080) 7.安井京香(13,755) |

## SIR総選挙
2015年以降毎年行われている人気争奪イベント。このイベントはSHOWROOM配信（以下SR、後年ミクチャ配信に変更）と人気投票（以下投票）で争われる。総合1位を獲得したメンバーが新曲のセンターになるほか、総合順位やストリーミング配信での獲得ポイントに応じた特典も多数用意される。SRでは設定したゴール（レベル）への到達順に順位が付き、未達の場合はイベント終了時点のポイント順に順位が付けられる。投票では、ライブ会場の物販や通信販売での購入時または来店イベントのチェキ撮影時に交付される投票券により、獲得票数の多い順に順位が付けられる。SRと投票の順位はそれぞれ順位ポイントに置き換えられ、この順位ポイントの合計で総合順位を決定している。なおこの項では、2013年と2014年に行った先駆け的な人気争奪イベントも含めてまとめている。なお2020年は新型コロナウイルス感染症による緊急事態宣言の影響で開催を見合わせた。
2013年
「SIR推しメンセンター決めサーキット」として実施された。3月31日に発売されたCD「好きだ!!!／cw いつだって。」または「ゆくぜっっ!SIR!!2013」に付いている投票券をはがきに貼って運営事務局に郵送する形で行われ、最も得票数の多いメンバーがセンターになるというシンプルなものであった。結果は佐倉絆が450票で1位。センター曲「チェリーハント」には佐倉も作詞に参加した。
2014年
「SIR'S MISSION 〜 5月12日・6月9日の定期公演にて動員数合計300名を集めよ!!」と題して、第1回と第2回の定期公演を対象に合計で300名の動員を達成した場合に、2ndワンマンライブの開催と、動員数上位3名のメンバーにユニット楽曲が与えられるという企画であった。第1回定期公演では動員が107名に留まったが、第2回定期公演で212名を動員。合計319名でミッションを達成した。なお動員数上位は、1位王崎まりな、2位水崎綾、3位は平野聡子と新田麻緒が同数で並んだため、予定を変更して4名でユニット Accel Silver（アクセル・シルバー）結成となった。
2015年（第1回）
SRで1位、投票で2位となった王崎まりなが総合1位を獲得した。
2016年（第2回）
熊谷知花が王崎まりなとの熾烈な一騎打ちを制し、SR、投票とも1位となり総合1位を獲得した。王崎はSR、投票とも2位であった。また橘さりの総合3位躍進が話題となった。SRでは最大の特典として、全員の合計ポイントが17,777,777ポイントに到達した場合にワンマンライブ「歌駆変全国ツアー」が実施されることになっていたが、達成された。
2017年（第3回）
王崎まりながSRの開始後わずか1週間でゴールに到達し1位。投票では2位ながら、総合1位に返り咲いた。また、柳瀬悠希が歴代最多得票数を大幅に更新し、総合でも2位に躍進、山下若菜も総合3位に躍進した。
SRでは王崎のゴール後1週間で2 - 7位がなだれ込むようにゴールし、最終的には全メンバーがゴールに到達した。SRの主な特典としては①全員の合計ポイントが15,000,000ポイントに到達した場合に東名阪ツアーの実施、②全員レベル13（1,177,777ポイント）到達でSIR大運動会（パチスキ!連動企画）の実施、③チーム対抗で合計ポイントの多かったチームが地方遠征ライブを実施、などが企画された。結果として①②達成、③はチームAngelが勝利して、12月に札幌でライブを開催する運びとなった 。
2018年（第4回）
1期生の山下若菜と2期生の王崎まりなが参加せず、初めて全メンバー参加ではない総選挙となった。5 - 7期生12人で競うことになった中、SRでは開始初日にゴール、投票では史上最多得票を大きく更新するなど圧倒的な強さを見せた柳瀬悠希が初の総合1位を獲得した。前年5期生で唯一ランク外という辛酸を舐めた桜井紗稀が2位に入るなど、5期生が1，2，3，5位と強さを見せた。また、7期生の鈴川るいが4位に割って入る健闘を見せた。SRの主な特典としては①全員の合計ポイントが20,777,777ポイントに到達した場合に全国ツアーの実施、②更に25,777,777ポイント到達でメジャーリリース第2弾が決定するとされ、結果は①②とも達成となった。
2021年
SIR10周年記念プロジェクトの一環として開催。
| 2013       | SIR推しメンセンター決めサーキット 3/31-5/31 | 6/7放送 開店!SIRの生カフェ  | | 1.佐倉絆(450) 2.熊谷知花(387) 3.王崎まりな(382) 4.水崎綾(211) 5.山下若菜(165)                                                 | | チェリーハント （佐倉絆）                   | *参加メンバー8名 *CD付属の投票券による人気投票 |
| 2014       | SIR'S MISSION 〜 300名を集めよ!! 5/12, 6/9  | 6/13放送 開店!SIRの生カフェ | | 1.王崎まりな(60) 2.水崎綾(53) 3.平野聡子(44) 3.新田麻緒(44)                                                                   | | BREAK OUT & FLY HIGH （Accel Silver）       | *参加メンバー9名 *ライブ動員数上位4名（王崎・水崎・平野・新田）でユニット結成 |
| 2015 第1回 | SIR総選挙 2/16-4/20                         | 4/30 神田マンボープラス     | 1.王崎まりな(21) 2.平野聡子(19) 3.夏希リラ(17) 4.熊谷知花(15) 5.橘さり(13) 6.湯川舞(11)                                                        | 1.熊谷知花(1,059) 2.王崎まりな(939) 3.平野聡子(536) 4.夏希リラ(278) 5.葉月(260) 6.湯川舞(258) 7.橘さり(224)                   | 1.王崎まりな(3,307) 2.平野聡子(3,488) 3.夏希リラ(2,826) 4.橘さり(1,830) 5.山下若菜(1,802) 6.坂井古都(1,733) 7.湯川舞(1,664) | 直進ガール （王崎まりな）                   | *参加メンバー11名 *SHOWROOMの1 - 3位は2,777,777ポイント到達順による *発表会の様子はニコ生放送でも配信された                                                                                             |
| 2016 第2回 | SIR総選挙2016 4/1-5/25                      | 5/31 渋谷 clubasia          | 1.熊谷知花(28) 2.王崎まりな(26) 3.橘さり(21) 4.夏希リラ(21) 5.湯川舞(19) 6.葉月(19) 7.山下若菜(15) 8.横屋敷有沙(15) 9.佐々木理恵(11) 10.ゆうの | 1.熊谷知花(3,098) 2.王崎まりな(2,871) 3.橘さり(772) 4.湯川舞(548) 5.夏希リラ(472) 6.葉月(397) 7.山下若菜(393)                 | 1.熊谷知花 2.王崎まりな 3.横屋敷有沙 4.夏希リラ 5.葉月 6.橘さり 7.湯川舞 8.山下若菜 9.神村風子 10.佐々木理恵                | Love You My Venus （熊谷知花）              | *参加メンバー14名 *歌駆変全国ツアー獲得 |
| 2017 第3回 | SIR総選挙2017 5/1-6/21                      | 6/26 渋谷 clubasia          | 1.王崎まりな(23) 2.柳瀬悠希(21) 3.山下若菜(21) 4.夏希リラ (19) 5.葉月(14) 6.神村風子(14) 7.横屋敷有沙(12)                                      | 1.柳瀬悠希(3,676) 2.王崎まりな(3,045) 3.山下若菜(1,890) 4.夏希リラ(1,774) 5.葉月(818) 6.横屋敷有沙(723) 7.神村風子(663)       | 1.王崎まりな 2.山下若菜 3.夏希リラ 4.柳瀬悠希 5.神村風子 6.桜井紗稀 7.葉月                                                  | つまりひだまりハッピーライフ （王崎まりな） | *参加メンバー12名 *東名阪ツアー獲得 *チームAngelが地方遠征（札幌）獲得 *大運動会の実施決定 *総合1 - 3位（王崎・柳瀬・山下）でユニット結成 *SHOWROOMの順位は1,777,777ポイント到達順による                |
| 2018 第4回 | SIR総選挙2018 5/7-6/27                      | 7/2 渋谷 clubasia           | 1.柳瀬悠希(24) 2.桜井紗稀(22) 3.神村風子(20) 4.鈴川るい(17) 5.横屋敷有沙(17) 6.利根さやな(13) 7.西野亜弥(12)                                   | 1.柳瀬悠希(5,173) 2.桜井紗稀(1,685) 3.神村風子(1,684) 4.鈴川るい(1,212) 5.横屋敷有沙(1,154) 6.西野亜弥(999) 7.利根さやな(893) | 1.柳瀬悠希 2.桜井紗稀 3.神村風子 4.横屋敷有沙 5.鈴川るい 6.利根さやな 7.伊藤みのり 8.西野亜弥 9.木下結愛                    | 愛はほとんどお金で買える （柳瀬悠希）       | *参加メンバー12名（山下・王崎不参加） *全国ツアー獲得 *メジャーリリース第2弾決定 *第2回運動会開催決定 *総合1 - 3位（柳瀬・桜井・神村）でCDカップリング曲 *SHOWROOMの順位は2,077,777ポイント到達順による |
| 2019 第5回 | SIR総選挙2019 5/7-6/24                      | 7/3 渋谷 clubasia           | 1.鈴川るい(24) 2.伊藤みのり(22) 3.小松みゆ(20) 4.利根さやな(18) 5.平塚由佳(15) 6.木下結愛(15) 7.樹智子(10)                                     | 1.鈴川るい(2,742) 2.伊藤みのり(1,428) 3.小松みゆ(1,419) 4.利根さやな(1,242) 5.平塚由佳(1,141) 6.木下結愛(1,096) 7.樹智子(999) | 1.鈴川るい 2.伊藤みのり 3.小松みゆ 4.利根さやな 5.木下結愛 6.平塚由佳 7.井上貴恵 8.横山慈雨 9.樹智子                        | 絶対束縛彼女 （鈴川るい）                   | *参加メンバー12名→11名（柳瀬・桜井不参加、西野途中棄権） *全国ツアー獲得 *第3回運動会開催決定 *SHOWROOMの順位は2,077,777ポイント到達順による                                                            |

## オーディション
- 過去10回（基本的に毎年1回、2022年は募集無し）公募のオーディションを行っており、メンバーは全員がオーディションで選ばれている。
- 募集は例年8月頃、公式ホームページや、サンスポPSリポート、月刊Audition、オーディションサイト等で告知される。パチンコホール内での活動があることから、年令条件は18歳以上（高校生不可）となっている。
- 事務局による書類・面接（実技含む）選考を経て候補生を選出。候補生はその後公開オーディションで2-3ヶ月間リポート・ライブ活動等を行い、その内容およびファン投票・ライブチャット等での獲得ポイント等を総合評価して正規メンバーを決定している。

### 第1期
- 2011年10月24日 - 2012年1月
- 応募総数約300名, 候補生20名（SIR20）が チームS、チームI、チームR に分かれて活動
- 正規メンバー： グランプリ=山下若菜、準グランプリ=大崎由希、特別賞=佐倉絆・吉田ユウ・成田ゆうこ・櫻井ゆりの
- その他の候補生： 市川みか、河原美衣、神庭美帆、佐崎愛里、佐野真彩、島田早希、土屋みさき、星科みき、堀田茜[注 4]、まかべまお、真先由紀奈、村井容子、吉用由美、結城りこ

※ 佐野真彩、真先由紀奈、結城りこは「サンスポP-1娘」からエントリーした。佐野は1期生の制服お披露目会でMCを担当した。

### 第2期
- 2012年11月 - 2013年1月
- 応募総数約400名, 候補生14名が チームS、チームI、チームR に分かれて活動
- 正規メンバー： グランプリ=平野聡子（廣瀬聡子）、準グランプリ=熊谷知花、優秀賞=王崎まりな・水崎綾
- その他の候補生： 福島ゆか、鈴木芽瑠（楠芽瑠）、植松やすか、小林ひろみ、小林未来、小谷津友里、鈴木麻比、藤岡静香、水神ほたる、梨加

※ 福島ゆかと鈴木芽瑠は特別賞を受賞し、「楽遊アイドル編集部YuSu-TAN」（その後メンバーを増員し「楽遊アイドル編集部FINDS」）を結成した。
- マシェバラチャットを新たに選考に取り入れる等、その後の当オーディションの原型となっている。

### 第3期
- 2013年11月 - 2014年1月[71][72][73][74]
- 応募総数約400名, 候補生15名→13名が チームS、チームI、チームR に分かれて活動
- 正規メンバー： グランプリ=橘さり、準グランプリ=夏希リラ、優秀賞=葉月（瀬名葉月）・新田麻緒
- その他の候補生： 加藤美結（かとうみゆ）、小泉恵月、鈴丘めみ、月岡紗希、夏巳、宮崎まこ、矢岸夏南美、山邊霞、吉田佳織（織川鈴子）、神坂ひかり（脱落[注 5]）、桐谷流華（活動開始前に辞退）

### 第4期
- 2014年11月 - 2015年1月
- 応募総数約300名, 候補生11名→9名が チームREDとチームBLUEに分かれて活動
- 正規メンバー： グランプリ=坂井古都、準グランプリ=佐々木理恵、優秀賞=ゆうの・湯川舞
- その他の候補生： 彩瀬しほ、岡崎夏紀、駄場詩織、辻村ゆりな、ひこ乃、横山あんず（脱落[注 5]）、佐藤みさき（途中辞退[注 5] ）
- 第3期までの活動に加え、各候補生によるSHOWROOM配信や「候補生定期公演」（計5回開催）などが新たに選考に取り入れられた。

### 第5期
- 2015年11月 - 2016年1月
- 応募総数約320名, 候補生14名→12名が チームSとチームIに分かれて活動
- 正規メンバー： グランプリ=柳瀬悠希、準グランプリ=神村風子、優秀賞=横屋敷有沙・桜井紗稀、特別賞=加藤江莉
- その他の候補生： 朝日奈藍、加藤歩（花澤歩）、光部るる、貴瀬ゆか、月夜野彩音、花咲優、ひこ乃、北条柑菜（徳永実穂；途中辞退[注 5]）、知念杏樹（途中辞退[注 5]）
- 第4期までの活動に加え、TOKYO MXにて「SIR5期生オーディション 〜SIR5期生への道〜」がオーディション期間中に計5回放映された。

### 第6期
- 2016年11月 - 2017年1月[75][76]
- 応募総数約330名, 候補生10名→9名が チームSとチームIに分かれて活動
- 正規メンバー： グランプリ=木下結愛、準グランプリ=平塚由佳、優秀賞=西野亜弥、特別賞=利根さやな[注 6][77]
- その他の候補生： 稲葉楓、桟夏音、後藤ちひろ(途中辞退[注 5])、小山夏希、千葉稀（陽向柚稀）、前澤玖美
- 第5期までの活動に加え、「ペーパーアイドル」（文化放送超!A&G+）出演や、公開放送後のミニライブに出演する等した。

### 第7期
- 2017年11月 - 2018年1月[78]
- 応募総数約350名、候補生11名→14名→12名が チームプチAngelとチームプチDevilに分かれて活動
- 正規メンバー： グランプリ=鈴川るい、準グランプリ=伊藤みのり、優秀賞=小松みゆ、特別賞[注 7]=鍋島桃子、佐野礼奈
- その他の候補生： Leika、ソラ豆琴美、林田鈴菜、荻原あきの（脱落[注 5]）、八重樫あたる、門楼まりりん（千咲まり）（途中辞退[注 5]）、高森ゆな（中森由那）、横田愛実、松岡夢（⼭崎夢倫）
- 公開オーディション開始直前に辞退者が出たため、急遽追加募集を行い、5名の候補者から3名の追加候補生（高森、横田、松岡）を選抜した。方法は1週間のSHOWROOM配信による獲得ポイントで争われた。

### 第8期
- 2018年11月 - 2019年1月
- 応募総数約370名, 候補生8名→9名→8名が チームプチAngelとチームプチDevilに分かれて活動
- 正規メンバー： グランプリ=泉明日菜、準グランプリ=樹智子、優秀賞=太田薫子、特別賞[注 8]=井上貴恵、横山慈雨
- その他の候補生： 松乃麻未（槙野麻未）、長央悠花、石川ナサ、宮崎彩（途中辞退[注 5]）
- 候補生8名でオーディションをスタート。オーディション期間の後半から樹智子が追加で参加した（後半からの参加は初）。また、宮崎彩が正規メンバー発表のライブに出演できないことを理由に選考を辞退したことが当日のライブ開始3時間前に発表された。

### 第9期
- 2019年11月 - 2020年1月
- 応募総数約300名, 候補生8名→7名→6名→5名
- 正規メンバー：グランプリ=林歩楓、準グランプリ=安井京香、優秀賞=来栖有紀、日高なのか、ゆみゆみ香
- その他の候補生： 三井瞳、秋山かほ、渡辺果歩（いずれも途中辞退[注 5]）
- 候補生8名でオーディションをスタート。途中辞退者が相次ぎ候補生が5人まで減少したため、2019年12月30日の候補生ライブで5人全員合格となるための6つの課題が提示され、期間内に全て達成することが条件づけられた[79]。

### 第10期
- 2020年12月 - 2021年1月
- 候補生5名→4名
- 正規メンバー：グランプリ=島咲舞、準グランプリ=七瀬まよい、優秀賞=しいなうしお、吉乃蓮美
- その他の候補生：黑希百合（途中辞退[注 5]）[80]。
- 過去最少の候補生5名でオーディションをスタート。選考期間が3か月から2か月に短縮された。2021年1月6日の候補生ライブで4人全員合格となるための4つの課題が提示され、期間内に全て達成することが条件づけられた[81]。

### 第11期
- 2022年11月 - 2023年1月
- 当初は単独での募集だったが[82]、追って向日葵プリンセス・けっぱって東北・横浜美少女図鑑モデル・2023年結成予定の新グループとの5グループ合同で募集[83][84]。
- 2023年7月3日のアドサプライズ16周年記念ライブでは成瀬愛梨が実習生としてお披露目された[85]。同時に横浜美少女図鑑の高橋しよはが新プロジェクト『NEORiS』のメンバーとして加入[86]、9月16日のアイドリーム合同ライブよりSIR11期生として加入[87]。
- 成瀬は実習生期間を何回か延長したが、2024年1月10日で辞退[88][89]。

歴代グランプリ
- 山下若菜（第1期）
- 平野聡子（第2期）
- 橘さり（第3期）
- 坂井古都（第4期）
- 柳瀬悠希（第5期）
- 木下結愛（第6期）
- 鈴川るい（第7期）

## 出演

### テレビ
- 「木村魚拓の窓際の向こうに」（スカパー!パチテレ！）#102（佐倉絆、2012年7月）#126（成田ゆうこ、2013年7月）#134（山下若菜、2013年11月）#135（王崎まりな、2013年12月）
- 「第1回ゲストは大崎一万発」（スカパー! パチテレ！）#4（成田ゆうこ、2012年9月）#27（水崎綾、2013年8月）
- 「つんつべ♂」（TOKYO MX） - 2012年9月21日-10月5日
- 「レディースバトル〜二階堂が挑戦〜」（スカパー! パチテレ！）#125-126（成田ゆうこ&佐倉絆、2013年3月）
- 「つんつべ♂バク音 特別企画 秋のプチ大運動会」（TOKYO MX） - 2013年10月10日,24日
- 「つんつべ♂バク音」（TOKYO MX） - 2013年12月19日
- 「マニアの遺言」（スカパー!パチテレ！）#67 #68（成田ゆうこ、2014年1月1日,15日）
- 「今夜もドル箱V」（テレビ東京） - 2015年2月24日
- 「開店!SIRのパチスキ!」（TOKYO MX） - 2015年7月3日 -
- 「この指と〜まれ!」（フジテレビ） - 2017年8月10日
- 「東京アイドル戦線」（テレビ東京） - 2018年3月15日
- 「バズリズム02」（日本テレビ） - 2018年3月16日
- 「楽遊の高層アイドル」（TOKYO MX）-
- 「楽遊のさきどりアイドル塾」（TOKYO MX） - 2021年10月
- 「ダイアンのガチで!ごめんやす」（群馬テレビ・BSよしもと） - （小松みゆ・安井京香、2022年9月16日）

### インターネット放送
- SIRアミューズメント放送局 アイドルリポーターのキセキ（下北FM／ニコニコ生放送公式チャンネル） - 2012年4月5日 - 2013年3月7日
- SIRアミューズメント放送局「開店!SIRの生カフェ」（ニコニコ生放送公式チャンネル） - 2012年11月2日 - 2014年10月31日
- 伊藤喜之×週刊SPA!【ドラえもんがいないのび太のための 「ジャイアンの倒し方」 】（ニコニコ生放送） - 2013年11月26日
- SIRパチンコ放送局「新装開店！SIRの生パチ」（ニコニコ生放送公式チャンネル） - 2014年11月7日 - 2015年10月31日
- 「大晦日！アイドル大集合！SP」（アイドル専門チャンネル KawaiianTV） - 2014年12月31日
- SIRパチンコ放送局「新装開店!SIRの生パチ!」（ニコニコ生放送公式チャンネル） - 2014年11月7日 -
- 「アイドリーーーム!!」（アイドル専門チャンネル Kawaiian TV） - 2016年3月27日
- 「ペーパーアイドル」（文化放送超!A&G+） - 2016年7月8日 - 2020年3月
- 「矢口真里の火曜The NIGHT」（AbemaTV） - 2018年2月20日
- 「南波一海のアイドル三十六房」（タワレコTV） - 2018年3月1日
- 「IDOL♡アカデミー(K・U・T)ノ爆(ブースト)」（アイドル専門チャンネル Kawaiian TV） - 2018年3月14日
- 「SIRのパッチPACHIヘッドライン」（YouTube） - 2020年5月7日 - 9月30日
- 「スロパチアイドルSIR実践！」（YouTube） - 2020年10月2日 -
- アイドル頂DASH（PodcastQR) 、2023年12月11日 - 、向日葵プリンセス・けっぱって東北・MEIDと週替わりで配信。
- 頂♡アイドリーム（YouTube） - 2025年6月23日 - 、向日葵プリンセス・けっぱって東北・横浜美少女図鑑モデルとの合同で出演。

### インターネット・コンテンツ
- プチ探索街ぶらバラエティ「ちょい」（choi-tv.com） - 2016年12月26日 - 2017年8月31日（公開終了）
  - SIRのメンバーが吉本の人気芸人と街中を探索して様々な「ちょい」を発見して紹介するパートと、SIRメンバーがちょいパチを実践して紹介するパートから構成された番組。コンテンツは計8回分。共演は、トレンディエンジェル、とにかく明るい安村、横澤夏子、和牛、銀シャリ。探索地は東京都内（竹ノ塚・池袋・新宿）、愛知県（豊田・北名古屋・栄）、千葉県（海浜幕張・幕張メッセ（ニコニコ超会議））。

### ラジオ
- ザ・カンムリラジオ（アール・エフ・ラジオ日本）－ 2013年4月12日 - 2015年3月27日
  - 毎シーズン（3か月単位）4組のアイドルユニットが次シーズンの出演権をかけて勝ち抜き戦を行う形（Web投票とマシェバラチャットで上位2組が次シーズンの出演権獲得）で放送されたが、SIRは唯一番組開始から終了までの2年8シーズン全期間の出演を達成した。
- 小野恵令奈 ふぉん・で・りんく（文化放送） - 2013年10月16日
- リッスン？2-3（文化放送） - 2017年5月29日[90]
- 総長ダリアと伊藤芽衣のマブカワTV（渋谷クロスFM） - 2018年3月12日
- SIRの令和 de DASH!（渋谷クロスFM） - 2019年4月20日 -
  - 当初は毎月第3土曜日に公開放送。その後毎月第2土曜日に移り、2025年4月24日より毎週第4木曜日に移る[91]。

### ライブ
主要イベント、パチンコ・パチスロ関連イベント、単独ライブ等を中心に記載
- 第1回SIRファンミーティング（2012年6月3日 カラオケの鉄人新宿大ガード店）
- TOKYO IDOL FESTIVAL 2012（2012年8月4日-5日 お台場・青海特設会場）
- 第2回SIRファンミーティング（2012年9月9日 シネマート六本木）
- 東京ラーメンショー2012（2012年11月2日 駒沢オリンピック公園・中央広場）
- 第3回SIRファンミーティング（2012年12月23日 恵比寿・LIVEGATE TOKYO）
- 新生SIR発表会（2013年1月24日 秋葉原P.A.R.M.S）
- SIR緊急記者発表ライブ（2013年2月28日 秋葉原P.A.R.M.S）[92][93]
- 第4回SIRファンミーティング（2013年3月31日 恵比寿・LIVEGATE TOKYO）
- ニコニコ超会議2（2013年4月27日 幕張メッセ）DAM★ともチャンネル ニコニコ生放送
- ウタ娘スーパーライブ2013（2013年5月26日 新木場・STUDIO COAST）
- 第5回SIRファンミーティング（2013年7月7日 恵比寿・LIVEGATE TOKYO）
- TOKYO IDOL FESTIVAL 2013（2013年7月27日-28日 お台場・青海特設会場）
- SIR×FINDS 編集アイドル2マンライブ（2013年8月5日 秋葉原・TwinBox AKIHABARA）[94]- 第1回。以降数回開催。
- パチロックフェスティバル vol.6（2013年8月25日 新宿BLAZE）
- ASIA IDOL PARADE2013（2013年9月1日 渋谷・clubasia）
- 日台友好フェス出場決勝ライブ！（2013年10月13日 新宿RUIDO K4）[95]
- ウタ娘スーパーライブ2013冬（2013年11月3日 新木場・STUDIO COAST）
- ユニバーサルカーニバル2013（2013年11月17日 池袋・サンシャインシティ文化会館）
- 東京ラーメンショー2013（2013年11月24日 駒沢オリンピック公園・中央広場）
- ラジオ日本 カンムリラジオフェス#001（2013年11月24日 渋谷・ドクタージーカンズ）
- SIR 1stワンマンライブ 歌駆変〜KAKUHEN〜（2013年11月29日 渋谷・duo MUSIC EXCHANGE）動員約500名[96]
- 新生SIR発表会（2014年1月24日 渋谷・clubasia）
- 佐倉絆・成田ゆうこ卒業式スペシャルライブ（2014年2月28日 池袋・dot）
- アイドル甲子園フェスティバル（2014年3月29日 新木場・STUDIO COAST）
- 緑ドン×パチロック バンドリミックス〜Vol.1〜発売記念ライブ（2014年4月18日 新宿BLAZE）
- SIR定期公演 Vol.1,2,3（2014年5月12日,6月9日,7月14日 渋谷REX）
- ウタ娘スーパーライブ2014夏（2014年7月26日 新木場・STUDIO COAST）
- TOKYO IDOL FESTIVAL 2014（2014年8月2日 お台場・青海特設会場）
- 回胴祭 2014（2014年8月3日 ベルサール秋葉原）
- SIR 2ndワンマンライブ 歌駆変 2014（2014年11月30日 渋谷・duo MUSIC EXCHANGE) 動員570名
- Kawaiian TV ライブ（2015年1月11日 新宿・スタジオアルタ）
- 新生SIR発表会（2015年1月26日 渋谷・clubasia）
- 水崎綾卒業ライブ（2015年3月9日 渋谷・clubasia）
- ニコニコ超会議2015（2015年4月24,25日 幕張メッセ） - 日本遊技関連事業協会「パチンコ&スロットフェスタ2015」
- 肉フェスTOKYO 2015春（2015年5月2日、6日 駒沢オリンピック公園・中央広場）
- 平野聡子卒業ライブ（2015年7月13日 渋谷・clubasia）
- TOKYO IDOL FESTIVAL 2015（2015年8月1日 お台場・青海特設会場）
- パチスロまつり 2015（2015年8月2日 ベルサール秋葉原）
- Twin Box FUJISAN 2015（2015年9月22,23日 山中湖交流プラザ きらら）
- SIR 3rdワンマンライブ 歌駆変 2015（2015年11月24日 渋谷・duo MUSIC EXCHANGE) 動員794名
- 新生SIR発表会（2016年1月25日 渋谷・clubasia）
- 坂井古都卒業ライブ（2016年2月15日 渋谷・clubasia）
- ジャパン・フィッシャーマンズ・フェスティバル2016（2016年3月5日 日比谷公園小音楽堂）
- ニコニコ超会議2016（2016年4月29,30日 幕張メッセ） - 日本遊技関連事業協会「超パチンコ＆パチスロフェスタ2016」
- パチスロサミット 2016（2016年8月6日 ベルサール秋葉原）
- TOKYO IDOL FESTIVAL 2016（2016年8月7日 お台場・青海特設会場）
- SIR 4thワンマンライブ 歌駆変 2016 全国ツアー（2016年11月19日 - 12月19日）動員：東京857名、他4都市371名、合計1,228名[97]
  - 2016年11月19日 札幌DUCE
  - 2016年11月26日 大阪・道頓堀ZAZA
  - 2016年12月4日 名古屋・大須RAD
  - 2016年12月10日 福岡CB
  - 2016年12月19日 東京・赤坂BLITZ（動員857名）
- 湯川舞卒業ライブ／新生SIR発表会（2017年1月25日 渋谷・clubasia）
- 橘さり・佐々木理恵・ゆうの卒業ライブ（2017年2月27日 渋谷・clubasia）
- 楽遊 × TOHOKU GIRLS POPS サミット前哨戦ライブ（2017年4月1日 郡山 HIPSHOT JAPAN, 4月2日 仙台 CLUB JUNK BOX）
- 楽遊アイドルフェス in 沼津（2017年4月16日 沼津ラクーン）
- 熊谷知花卒業ライブ（2017年4月24日 渋谷・clubasia）
- ニコニコ超会議2017（2017年4月30日 幕張メッセ） - 日本遊技関連事業協会「超パチンコ＆パチスロフェスティバル2017」、サミー「Sammy in ニコニコ超会議」[98]
- TOHOKU Girls POPS サミット（2017年5月27,28日 宮城・七ヶ浜国際村）
- OTODAMA SEA STUDIO「ULTRA HAPPY SUMMER」（2017年7月10日 神奈川・三浦海岸特設ライブハウス）
- TOKYO IDOL FESTIVAL 2017（2017年8月4日 お台場・青海特設会場）
- パチスロサミット 2017（2017年8月5日 ベルサール秋葉原）
- SIR 5thワンマンライブ 歌駆変 2017 東名阪＋札幌ツアー（2017年11月19日 - 12月20日）動員合計1,518名[99]
  - 2017年11月19日 大阪・アメリカ村DROP（動員186名）
  - 2017年12月2日 名古屋ライブホールM.I.D（動員176名）
  - 2017年12月10日 札幌・Space Art Studio（動員124名）
  - 2017年12月20日 東京・マイナビBLITZ赤坂（動員1,032名）
- フィーバー機動戦士Zガンダム発売記念 導入直前ファンイベント in 大阪（2018年1月7日 大阪・アメリカ村 club JOULE）
- 新生SIR発表会（2018年1月25日 渋谷・clubasia）
- 瀬名葉月卒業公演（2018年1月30日 渋谷・clubasia）
- 夏希リラ卒業公演（2018年2月26日 渋谷・clubasia）
- メジャーリリースイベント（2018年3月18日 サンシャインシティ噴水広場）
- SEKIGAHARA IDOL WARS 2018〜関ケ原唄姫合戦〜（2018年7月21日-22日 岐阜県関ケ原町・桃配運動公園）
- サミー夏のファン祭り in OTODAMA（2018年8月4日 神奈川・OTODAMA SEA STUDIO 三浦海岸特設ライブハウス）
- TOKYO IDOL FESTIVAL 2018（2018年8月5日 お台場・青海特設会場）
- OTODAMA RECORDS GIRLS FESTIVAL vol.3（2018年9月15日 神奈川・OTODAMA SEA STUDIO 三浦海岸特設ライブハウス）
- LIVE PRO FESTIVAL 2018（2018年9月22日 札幌・Zepp SAPPORO、23日 札幌・Space Art Studio、Sound Lab mole、24日 札幌・DUCE、Space Art Studio）
- SIR 6thワンマンライブ 歌駆変 2018 全国ツアー（2018年11月18日 - 2019年1月8日）動員未発表
  - 2018年11月18日 新潟・RED STAGE
  - 2018年11月25日 札幌・Sound Lab mole
  - 2018年12月9日 大阪・心斎橋Varon
  - 2018年12月16日 名古屋・大須X Hall
  - 2018年12月23日 福岡CB
  - 2019年1月8日 東京・Zepp TOKYO）
- 新生SIR発表会（2019年1月28日 渋谷・TSUTAYA O-Crest）
- 王崎まりな卒業公演（2019年2月18日 渋谷・clubasia）
- 神村風子・横屋敷有沙 卒業公演（2019年2月28日 渋谷・clubasia）
- 山下若菜卒業公演（2019年3月25日 渋谷・clubasia）
- 佐野礼奈生誕卒業＆樹智子生誕公演（2019年4月22日 渋谷・clubasia）
- SEKIGAHARA IDOL WARS 2019〜関ケ原唄姫合戦〜（2019年7月20日-21日 岐阜県関ケ原町・桃配運動公園）
- サミー夏のファン祭（2019年8月10日 神奈川・OTODAKA SEA STUDIO 三浦海岸特設ライブハウス）
- ドラゴンクイーンズフェスティバル（2019年8月11-12日 滋賀県・竜王町総合運動公園）

### その他のイベント
- 0円ぱちんこ パーラーサミー（2016年11月27日,12月4日,12月11日）[100][101][102][103]
  - 東京・大阪で合計3回開催されたサミーの無料パチンコ体験イベントに、東京会場では6期候補生、大阪会場では正規メンバーがサポート役として参加し、会場を盛り上げた。
- 武道館アイドル博2017（2017年5月6日 東京・日本武道館）[104]
- SIR秋の大運動会（2017年9月18日 TOYO TIRES 豊洲テントドーム）
  - TOKYO MX「開店!SIRのパチスキ!」連動企画・2017年9月29日放送
- 武道館アイドル博2018〜1000人のアイドルと遊ぼう！〜（2018年8月13日、東京・日本武道館）[105]
- SIR秋の大運動会2018（2018年10月27日 セガサミースポーツアリーナ）
  - TOKYO MX「開店!SIRのパチスキ!」2018年11月30日放送
- NEXT IDOL GRANDPRIX 2019（2019年10月14日 渋谷ストリームホール）
- SIR秋の大運動会2019（2019年10月27日 セガサミースポーツアリーナ）
  - TOKYO MX「開店!SIRのパチスキ!」
- サミーネットワークス「777town.net」真剣STAGE店長イベント（2021年3月16日 - 2021年3月31日）[106][107]

## 作品

### CD
- 「ゆくぜっっ!SIR!!」 - 1stシングル（2012年6月9日） - メンバー紹介ソング。新メンバーが加わるごとにバージョンアップされ、歌駆変ライブツアーで歌われることが多い。
- 「KiSEKi ☆キセキ☆」 - 1stミニアルバム（2012年9月9日）
- 「好きだ!!!／cw いつだって。」（2013年3月31日）
- 「ゆくぜっっ!SIR!!2013」（2013年3月31日）
- 「POWER CHANCE CALL」（2013年7月7日） - SIR初のパチンコ楽曲。パチンコ情報番組「パチテレ！情報007」（スカパー!759）2013年7月度エンディングテーマ
- 「チェリーハント」（2013年10月31日） - パチスロをイメージした曲。テレビ埼玉「ウタ娘」2013年11月度エンディングテーマ曲
- 「DREAMERS／cw 輝け!myself!｣ 」（2013年11月29日）
- 「緑ドン バンドリミックス〜Vol.1〜」（2014年2月19日） - パチスロ緑ドン BIG BONUS BGM「Moonlight Boat」をSIRがカバーした楽曲「Moonlight Boat 〜SIR ver.〜」が収録されたコンピレーションアルバム
- 「月・火・水・木・銀デレラ 〜週末Magical Time〜」（2014年6月9日） - パチンコ楽曲第2弾
- 「BRAKE OUT & FLY HIGH」（2014年11月30日） - 派生ユニット「Accel Silver（王崎まりな・平野聡子・水崎綾・新田麻緒）」の楽曲（後にSIRに移譲）
- 「Pachinko Song Selection」（2014年11月30日） - パチンコ・パチスロをテーマとした楽曲3曲を収めたミニアルバム
- 「Silent Impact」（2014年11月30日）
- 「Get to the TOP!」（2015年6月22日） - パチンコ楽曲第3弾、TOKYO MX「開店!SIRのパチスキ!」オープニング／エンディングテーマ曲
- 「直進ガール」（2015年7月13日） - TOKYO MX「開店!SIRのパチスキ!」オープニングテーマ曲
- 「777」（2015年11月24日） - 1期生から4期生までに歌われたオリジナル楽曲を全て収録した1stアルバム
- 「HAPPYが止まらない」（2016年3月26日） - TOKYO MX「開店!SIRのパチスキ!」エンディングテーマ曲
- 「Let's Go Lucky」（2016年10月24日） - パチンコ楽曲第4弾、TOKYO MX「開店!SIRのパチスキ!」オープニングテーマ曲
- 「Love You My Venus」（2016年10月24日） - TOKYO MX「開店!SIRのパチスキ!」エンディングテーマ曲
- 「Voice」（2017年5月1日） - チームDevilバージョンとチームAngelバージョンの2種類が制作された。TOKYO MX「開店!SIRのパチスキ!」エンディングテーマ曲、フジテレビ「この指と〜まれ!」2017年8月エンディングテーマ曲、パチスロサミット2017テーマ曲
- 「ありがとう、この瞬間」（2017年6月26日） - 2016年12月の4th ワンマンライブ歌駆変2016（赤坂BLITZ）で初披露された曲
- 「GEKIATSU SUMMER!!」（2017年8月28日） - TOKYO MX「開店!SIRのパチスキ!」オープニングテーマ曲
- 「つまりひだまりハッピーライフ」（2017年10月30日） - TOKYO MX「開店!SIRのパチスキ!」エンディングテーマ曲
- 「7色の未来／サムライナー」（2018年3月21日, OTODAMA RECORDS） - 初のメジャーリリースシングル。オリコンデイリーチャート7位、ウイークリーチャート14位。タワーレコード全店デイリーチャート1位。「7色の未来」はテレビ神奈川「ミュートマ2」2018年3月度エンディングテーマ曲、TOKYO MX「開店!SIRのパチスキ!」エンディングテーマ曲、テレビ神奈川「スター☆ジャン神」オープニングテーマ曲。「サムライナー」は「開店!SIRのパチスキ!」オープニングテーマ曲
- 「愛はほとんどお金で買える」 - SIR総選挙ミニアルバム（2015〜2018）（2019年2月13日, ユニバーサルミュージック） - TOKYO MX「開店!SIRのパチスキ!」エンディングテーマ曲
- 「SHINO☆BET」 - SIR銀玉サーキットミニアルバム（2013〜2018）（2019年2月13日, ユニバーサルミュージック） - TOKYO MX「開店!SIRのパチスキ!」オープニングテーマ曲
- 「絶対束縛彼女」（2019年12月16日） - TOKYO MX「開店!SIRのパチスキ!」エンディングテーマ曲
- 「初恋フィーバー」（2020年1月6日） - TOKYO MX「開店!SIRのパチスキ!」オープニングテーマ曲
- 「We are one」（2020年9月7日）
- 「Deception」（2021年5月23日）
- 「キミ∞ループ」（2022年2月6日）
- 「BEST of SIR」（2022年6月14日） - ファン投票を基に構成された初のベストアルバム。オリコンデイリーチャート7位[108]。
- 「バナナな恋バナ」（2023年3月3日）[109]
- 「Ta!Party」（2023年3月9日）
- 「キセキの証明」（2023年4月27日）[110][111]
- 「KiSEKi2023」（2023年11月11日）[112]
- 「Trigger」（2023年11月11日）[113]
- 「パチンコVIVA」（2024年3月31日）[114][115]

### DVD
- 「POWER CHANCE CALL」（2013年7月7日） - SIR初のパチンコ楽曲のPV。約30分のメイキング映像付。
- 「SIR 1stワンマンライブ 歌駆変」（2014年2月28日）
- 「SIR 2ndワンマンライブ 歌駆変 2014」（2015年3月9日）
- 「2015.1.26 新生SIR発表会」（2015年3月30日）
- 「Get to the TOP! 直進ガール」メイキングDVD（2015年7月28日）
- 「SIR 4thワンマンライブ 歌駆変 2016 全国TOUR」（2017年2月20日）
- 「SIR 5thワンマンライブ 歌駆変2017 東名阪ツアーファイナル〜東京〜」（2018年2月26日）
- 「SIR 6thワンマンライブ 歌駆変2018 全国ツアーファイナル〜東京〜」（2019年）

### 映画
- 真夜中の乙女たち（2021年9月25日-10月1日、下北沢トリウッド）[116]

## 新聞コラム
- サンケイスポーツ本紙・パチンコ面でメンバーがリレーでコラムを掲載（毎週火曜・水曜）
  - サンスポ電子版では電子版のみで読めるコラムも配信されている。

## 雑誌
- サンスポPSリポート（2012年 - ） - パチンコ・パチスロ情報誌（フリーペーパー）。SIRの情報が多数掲載されている。
- パチンコ必勝ガイド（2014年2月16日号） - SIRインタビュー記事
- パチンコ攻略マガジン（2014年3月13日号） - 「ホールでLIVEなパチンコアイドル」SIRインタビュー記事 見開きカラー
- ぱちんこオリ術メガMIX vol.6 （2014年4月） - SIRインタビュー記事
- プレイグラフ（2015年10月号 - ） - 遊技業界誌。コラム「ぱちトーク」をメンバーが月替わりで執筆[117]。

## パチンコ台
- 「CR KING of KEIBA」（藤商事 2013年） - 山下若菜と成田ゆうこが出演。撮影はSIR正規メンバーに選ばれて間もない頃に行われたが、正規メンバーの制服がまだできていなかったため、候補生の制服で出演している。

## 備考
- SIRの活動のマネジメントは、サンスポPSリポートを発行している株式会社アドサプライズが行っている。
- メンバーの所属事務所は各メンバーにより異なるが、一部のメンバーはアドサプライズの関連会社である株式会社アイドリームに所属している。
- 発足以来、SIRメンバーを輩出していない政令指定都市を有する府県は、宮城県、新潟県、大阪府、兵庫県、岡山県、熊本県の1府5県である（2020年12月現在）。